# Iassus frontalis
Iassus frontalis är en insektsart som beskrevs av Blanchard 1852. Iassus frontalis ingår i släktet Iassus och familjen dvärgstritar. Inga underarter finns listade i Catalogue of Life.